# Lajtaújfalu
Lajtaújfalu (németül Neufeld an der Leitha, horvátul Novo Selo) város Ausztriában Burgenland tartományban a Kismartoni járásban.

## Fekvése
Kismartontól 16 km-re nyugatra a Lajta jobb partján fekszik.

## Története
Nádasdy Ferenc alapította 1648 és 1655 között, kezdetben zsidók lakták, majd a közeli barnaszénbánya munkásai telepedtek itt le. Szent Mihály tiszteletére szentelt katolikus templomát a korábbi zsinagóga bővítésével építették 1667-ben. Az 1674-es egyházi vizitáció szerint Szarvkő filiája volt. 1683-ban a török a falut elpusztította, de hamarosan újjáépült. 1757. április 7-én nagy tűzvész pusztított a településen, melynek a templom és a plébánia is áldozatul esett. A 19. század iparosítása nagy fellendülést hozott, melyben az első lökést a győr-sopron-ebenfurti vasútvonal megépülése jelentette 1881-ben. 1886-ban vegyiüzem, 1887-ben jutagyár kezdte meg a termelését. A kis faluból alig néhány évtized alatt 3000-es lakosú gazdasági központ fejlődött.
Vályi András szerint " NÁJFELD. Német falu Sopron Várm. földes Ura H. Eszterházy Uraság, lakosai katotikusok, fekszik Soprontól 3 3/8 mértföldnyire, szőleje nints, réttye, kaszállója, legelője igen kevés, határja leg inkább búzát, rozsot, árpát terem, felette az helységnek igen nagy Vendégfogadó van, négy szegeletre építve, a’ hova az Ausztriai Ebenfurti németek gyakran el mennek a’ magyar bor, és dohánynak kedvéért, vagyon dohány fábrikája is."
Fényes Elek szerint " Neufeld magyarul Ujfalu, német falu, Sopron vmegyében, a Lajta vize mellett, Austria szélén, Sopronhoz északra 4 mfd. Lakja 680 kath. 66 házban. Van kath. paroch. temploma, vendégfogadója, vámhivatala. Szántófölde 230 hold, gyümölcsös 6 h., legelő 30 hold. Rét és szőlő nincs. Van itt az uraságnak, h. Eszterházy Pálnak egy kőszénbányája és egy timsógyára."
1910-ben 2867 lakosából 2078 német, 449 magyar és 157 horvát volt. A trianoni békeszerződésig Sopron vármegye Kismartoni járásához tartozott. 1987-ben mezővárosi, 1997-ben városi rangot kapott.

## Nevezetességei
- A falu északi szélén áll a 17. század közepén épített Nádasdy-kastély. Később vendéglő, majd munkásszálló működött benne.
- Mihály arkangyal tiszteletére szentelt római katolikus temploma 1667-ben épült.
- Evangélikus temploma 1904-ben épült neogótikus stílusban.
- Határában, az egykori bánya helyén található az Újfalusi-tó.

## Híres szülöttei
- 1929. február 5-én itt született Fred Sinowatz, Ausztria 7. szövetségi kancellárja
- 1948. szeptember 7-én itt született Géza Gallos osztrák válogatott labdarúgó († 2013. november 3-án ugyanitt)

## Külső hivatkozások
- Hivatalos oldal
- Lajtaújfalu az Osztrák Statisztikai Hivatal honlapján
- Magyar katolikus lexikon